# Strunder Mühle

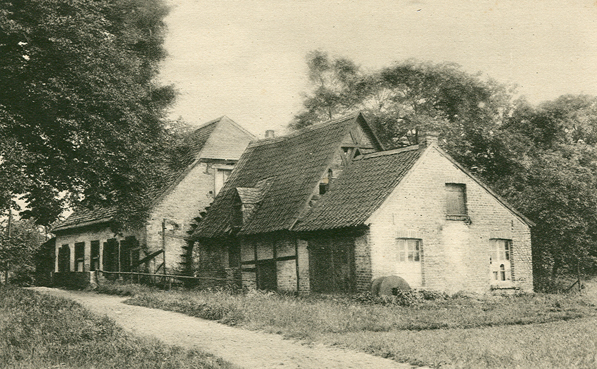
Die Strunder Mühle, Postkarte von 1906

Die Strunder Mühle war eine Wassermühle in Köln-Dellbrück an der Strunde.

## Geschichte
Die Mühle hat in ihrer Geschichte immer wieder ihre Funktion geändert. Bereits 1380 wurde sie als Tuchwalkmühle erwähnt. Als Pleißmühle steht sie im Strundorf 1605 zu Buche. Im Jahr 1613 arbeitete sie als Farbholzmühle. Und 1773 nannte sie sich Follmühle, wobei es sich um ein anderes Wort für eine Walkmühle handelt. In der Nacht vom 23. zum 24. Oktober 1811 zerstörten die Franzosen die Mühle. Aber schon im Jahr 1821 mahlte sie wieder Lohe und Tabak. Damit enden die Informationen zum Mühlenbetrieb. Wie man auf dem Foto sehen kann, war das unterschlächtige Wasserrad um 1900 noch vorhanden. Das Haus soll lange Zeit nicht bewohnt gewesen sein. Bei einer Versteigerung des Strundener Mühlenbesitztums erwarb der Architekt Franz Sommer 1968 die Strundener Mühle und renovierte sie zu Wohnzwecken und für sein Büro.

## Baudenkmal
Das heutige Wohnhaus Mühlenhofsweg 17 ist unter Nr. 5978 als Baudenkmal in dem Denkmälerverzeichnis der Stadt Köln eingetragen.